# Francesco Menzio
Francesco Menzio, né le 3 avril 1899 à Tempio Pausania et mort le 27 novembre 1979 à Turin, est un peintre italien.

## Biographie
Francesco Menzio est né le 3 avril 1899 à Tempio Pausania, dans la Province de Sassari en Sardaigne. Il est le fils de Pietro Angelo Menzio, un professeur de lycée, et d'Augusta Pic, tous les deux originaires du Piémont. Lui et ses cinq frères et sœurs passent leur enfance suivant les fréquents déplacements professionnels de son père. Ils déménagent à L'Aquila, quand Augusta, la mère, meurt en 1902. Ils s'installent finalement à Turin en 1912, où Pietro Angelo épouse sa seconde femme Argia Avetrani.
À Turin, Francesco termine ses études secondaires et s'inscrit pour un an à l'Accademia Albertina di Belle Arti, après quoi il complète par lui-même sa formation artistique. Il sert dans l'Armée dans le Bataillon d'Infanterie durant la première Guerre Mondiale.
À son retour au pays, il se consacre entièrement à la peinture, en entrant en contact avec Felice Casorati qui l'aidera considérablement dans les années à venir. En 1921, il participe à une exposition tenue à la Mole Antonelliana, organisée contre les plus conservateurs de spectacle de la "Societá Promotrice delle Belle Arti" sur l'affichage de chaque année au Parco del Valentino. En 1922, il est invité à exposer à la "Esposizione Artistica Piémontaise-Sarda" dans la ville d'Alexandrie, où il vend un autoportrait (Autoritratto, 1922, maintenant dans le Musée Civique). Dans l'année qui suit, il s'expose largement, au niveau local et national, dans des lieux tels que la Quadriennale à Turin en 1923, le II Biennale de Rome et à l'Exposition des Vingt Artistes italiens à la Galleria Pesaro à Milan, en 1924 et en 1925 à la “Promotrice” à Turin, où il vend le Portrait de la Sœur (Ritratto della sorella, 1925, maintenant dans la Galerie d'Art Moderne de Turin, Galleria d'Arte Moderna di Torino). En 1926, il est invité pour la première fois à la Biennale de Venise et, peu après, lors de la Première "Mostra del Novecento" et à la "Esposizione delle vedute di Torino" ("L'Exposition de Paysages de Turin"). En 1927, il participe avec 18 peintures à l'"Exposition d'artistes italiens contemporains" ("Exposition des Artistes italiens Contemporains"), à Genève, avec une introduction écrite par Giacomo Debenedetti. Au cours de cette période, il entretient des relations avec des personnes telles que Edoardo Persico; Lionello et Adolfo Venturi; Piero Gobetti (qui meurt peu de temps après) et son épouse Ada Prospero; Mario Soldati; Alfredo Casella; Roberto Longhi; et Riccardo Gualino (qui va aider économiquement la peintre jusqu'à l'avènement du fascisme). Grâce à Riccardo Gualino qui parraine le "Teatro di Torino" et Gigi Chessa, qui conçoit des ensembles, Menzio fait la connaissance d'auteurs étrangers tels que Igor Stravinskij, Sergei Diaghilev et les membres du Théâtre Habima, ce qui élargit sa vision au-dessus de la marginalité de l'art italien de ces années.  Le patronage de Gualino permet à Menzio de visiter Paris en 1927, où il installe son atelier dans la rue Falguière. Il est influencé par Matisse, Bonnard, et Dufy et adopte un style post-impressionniste. En 1928, il participe à l'"Exposition de peintres italiens", au "XIVème Salon de L'escalier".
À la fin de 1928, il est encore invité à la Biennale de Venise. Mario Soldati évalue son travail dans un article daté du 4 septembre 1928 dans La Stampa. En 1929 Menzio, décide de rompre avec la  poétique traditionnelle et, ensemble avec Jessie Boswell, Gigi Chessa, Nicola Galante, Carlo Levi et Enrico Paulucci, ils fondent le "Gruppo dei Sei" ("Groupe des Six") qui recherche une liberté intellectuelle et une indépendance critique de la montée de l'idéologie fasciste. Le groupe expose pour la première fois à la Galleria d'Arte Guglielmi à Turin en janvier 1929, et bientôt Menzio obtient là sa première exposition personnelle, introduit par Edoardo Persico. Dans les mois qui suivent, il participe à toutes les expositions du "Gruppo dei Sei" (au “Circolo della Stampa” à Gênes et à la Galleria Bardi à Milan en 1929). Après l'exposition à la Biennale de Venise en 1930, dans lequel Menzio est personnellement attaqué par les fascistes de l'établissement, et à la suite d'une série d'expositions internationales à Bloomsbury Gallery de Londres en 1930, à la Galerie de la Jeune Europe, à Paris et au La en Rome en 1931, le Gruppo dei Sei est dissous.
Dans les années suivantes, le travail de Menzio développe une expression personnelle; dont quelques exemples sont "Interno" ("Intérieur"), aujourd'hui à la Galleria d'Arte Moderna di Torino et "Cappello blu", exposée au Palais Royal de Milan, en 1929, des œuvres qui ont montré de doux coups de pinceau et les «formes qui ont disparu dans la lumière». D'autres œuvres telles que "Nudo Rosa" ou "Figura (con cappello)", 1929 dans des collections privées, de Turin, de 1929 ou "Corridore podista", 1930, montrent l'influence de Henri Matisse et Modigliani. Entre 1930 et 1931 Menzio continue son enquête personnelle, marquée par de l'expérimentation et de l'agitation, des éléments qui étaient présents dans certains des tableaux tels que "Natura morte con ciliegie", 1931, à la Galleria d'Arte Moderna della cittá di Torino, où la rigueur et l'essentiel de la composition est remplacé par les objets qui avaient agité et défini les couleurs et les contours. Entre 1934 et 1935, il crée les fresques à l'Hôpital Psychiatrique de Collegno et à l'intérieur de l'Église.
En 1936, il installe une salle à la Biennale de Venise dédiée à son ami Gigi Chessa, décédé un an avant de phthisie. En 1938, il épouse la veuve de Gigi Chessa, Ottavia Cabutti, qui a déjà deux enfants : Luciana et Mauro Chessa. Ensemble, ils ont trois plus: Paolo, Silvia (qui mourut en bas âge en 1942), et Eva. En 1937, il avait un spectacle solo en 1937, à la Galleria del Milione à Milan, en 1938, à la Galleria della Cometa à Rome et lors de la 21e à la Biennale de Venise.
En 1942, Menzio de la famille est de rester au Felice Carena's house à San Domenico di Fiesole lorsque le bombardement de la ville commence. À cause de cela, la mauvaise santé du nouveau-né Silvia, et de son anti-fasciste dans ses sentiments, il déménage avec sa famille dans la ville de Bossolasco, près de Turin, où la famille d'Ottavia est originaire. Peu de temps après, Silvia meurt de la tuberculose pulmonaire. La même année, il commence une collaboration en tant qu'illustrateur avec l'éditeur Giulio Einaudi, pour lequel il va la conception des couvertures pour la série des "Narratori Stranieri Tradotti" NST et le "Universale Economica" UE de la série jusqu'en 1946. La fin de l'année a remporté le prestigieux "Prix de Bergame" prix avec le tableau "la famiglia" ("La Famille").
En 1945, juste après la libération, Menzio retourne à Turin, où il établit, en collaboration avec Luigi Einaudi, Massimo Mila, Franco Antonicelli, Norberto Bobbio, Cesare Pavese, Ludovico Geymonat, et Natalia Ginzburg "Unione Culturale" ("Union Culturelle"), dont il est le premier Président. Il prend un rôle actif dans le domaine civil et culturel de la reconstruction de l'après-guerre-ville, l'organisation de l'art d'initiatives et de promotion des films et du théâtre des événements. En 1946, il conçoit l'ensemble de Woyzeck, par Georg Büchner, le premier théâtre d'événements à Turin après la guerre.
Dans les années suivantes Menzio plonge dans peinture. En 1956, avec Felice Casorati, il est chargé de peindre une fresque retraçant la Vie de sainte Catherine de l'église de San Domenico à Cagliari et, en 1958, avec l'aide de son élève de Piero Martina il peint le plafond de la Grande Salle de l'Université de Gênes. En 1951, il commence à enseigner la peinture à l'Accademia Albertina de Turin et la même année il reçoit le Prix de la République italienne donné personnellement par le Président de la République italienne et ami Luigi Einaudi ("Premio del Presidente della Repubblica"). En 1960, il est élu National de l'Académicien par l'Accademia Nazionale di San Luca à Rome.
Francesco Menzio meurt à Turin le 28 novembre 1979 et il est inhumé avec sa femme Ottavia Cabutti à Bossolasco.

## Œuvres

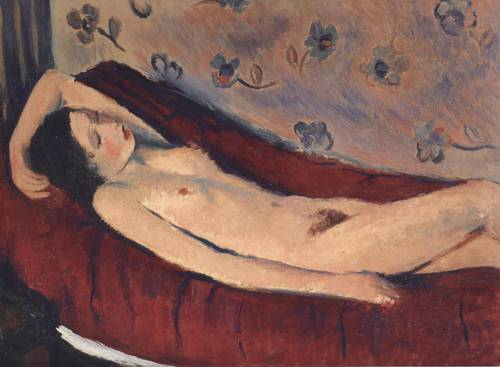
Nudo disteso su fondo rosso, 1928

- Nudo disteso su fondo rosso, 1928
- Paesaggio con casa gialla[2]
- Lo scialle verde, 1929[3]
- The Long-Distance Runner, 1930[4]
- Crocifisso, 1958[5]
- Langhe, 1960[6]
- Superga in inverno, 1969[7]
- Lungo il Po[7]
- Paesaggio lacustre[7]
- Ponte sul fiume Po[8]

Bozzetto par la copertina del volume “Ossi di seppia” di Eugenio Montale, Einaudi, Torino
Eugenio Montale, Ossi di Seppia, Einaudi, Torino 1939